# Nínox australià
El nínox australià (Ninox boobook) és una espècie d'ocell de la família dels estrígids (Strigidae). Habita boscos de les illes Petites de la Sonda, sud de Nova Guinea i Austràlia. El seu estat de conservació es considera de risc mínim.

## Taxonomia
El 2017 Gwee i col·laboradors analitzaren dades genètiques i de bioacústica de les subespècies indonèsies del nínox australià i trobaren notables divergències respecte les poblacions australianes, el que els dugué a suggerir que es reclassifiquessin com a noves espècies el nínox de Timor (N. fusca), el nínox de Roti (N. rotiensis) i el nínox d'Alor (N. plesseni). El Congrés Ornitològic Internacional, en la seva llista mundial d'ocells (versió 9.1, 2019) reconegué les tres noves espècies. Tanmateix, altres obres taxonòmiques, com el Handook of the Birds of the World i la quarta versió de la BirdLife International Checklist of the birds of the world (Desembre 2019), les considera encara subespècies del nínox australià.
Altres autoritats també consideren que la subespècie N. b. lurida, del nord de l'estat de Queensland, podria ser considerat una altra espècie apart. Però ni el COI ni el HBW segueixen aquest criteri i el consideren subespècie del nínox australià.